# Дорожень
Дорожень — город, упомянутый в договоре 1430 года рязанского князя Ивана Фёдоровича с литовским князем Витовтом. 
Традиционно ассоциируется с городищем в Кимовском районе Тульской области, расположенным на мысу правого берега реки Мокрая Табола (левого притока Дона), к востоку от села Судаково. В литературе этот памятник фигурирует как Пустое Красное городище. Согласно результатам археологических исследований, в XII—XIII столетиях здесь находилась небольшая крепость, окружённая открытыми поселениями.
Несостоятельность традиционной локализации Дороженя удалось показать историку Г. А. Шебанину. Согласно его гипотезе, город находился в бассейне верхнего и среднего течения реки Упы. Возможно, он связан с современной деревней Дорогонка близ Одоева.